# Мешерін

Зеєберг, вигляд із заходу

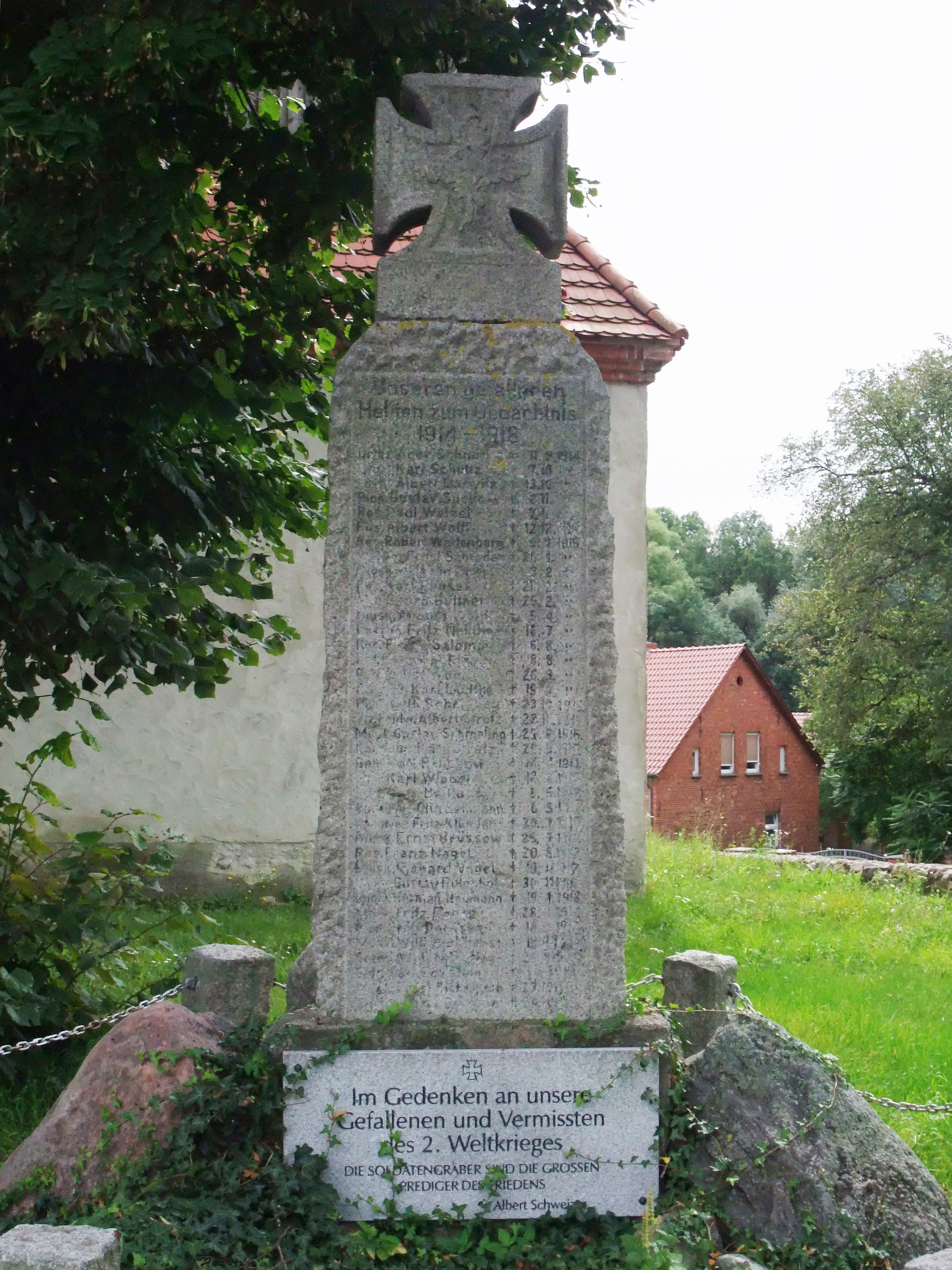
Меморіальний камінь поруч з церквою

Мешерін (нім. Mescherin) — громада у Німеччині, у землі Бранденбург. 
Входить до складу району Уккермарк. Підпорядковується управлінню Гарц (Одер). Населення - 785 мешканців (на 31 грудня 2010). Площа - 30,96 км². Офіційний код  — 12 0 73 393. 

## Населення
| Рік  | Населення |
| ---- | --------- |
| 2005 | 785       |
| 2010 | 788       |